# Куйгук
Куйгук — река в Усть-Коксинском районе Республики Алтай. Устье реки находится в 21 км по правому берегу реки Мульта. Длина реки составляет 10 км.
В верховьях реки расположены озеро Куйгук и водопад Куйгук.

## Данные водного реестра
По данным государственного водного реестра России относится к Верхнеобскому бассейновому округу, водохозяйственный участок реки — Катунь, речной подбассейн реки — Бия и Катунь. Речной бассейн реки — (Верхняя) Обь до впадения Иртыша.